# Photinus acuminatus
Photinus acuminatus är en skalbaggsart som beskrevs av Green 1956. Photinus acuminatus ingår i släktet Photinus och familjen lysmaskar. Inga underarter finns listade i Catalogue of Life.